# Вессели, Ханс
Ханс Вессели (нем. Hans Wessely; 23 октября 1862, Вена — 29 сентября 1926, Инсбрук) — австрийский скрипач и музыкальный педагог.

## Биография
Учился у Карла Хайслера, Йозефа Хельмесбергера, Якоба Грюна. С 1889 г. на протяжении более чем двух десятилетий преподавал в лондонской Королевской академии музыки, где среди его учеников были, в частности, Лайонел Тертис и Спенсер Дайк; по отзыву Тертиса, Вессели «был отличным скрипачом, но секреты своего мастерства предпочитал оставлять при себе». Вессели опубликовал ряд этюдов и учебных пособий, в том числе известное «Полное руководство по гаммам» (англ. Comprehensive Scale Manual), выпустил ревизованную редакцию 24 этюдов Пьера Роде. Как веяние новой эпохи в подходе к звучанию струнных нередко цитируется относящаяся к 1913 г. формула Вессели: «Без вибрато игра на скрипке безжизненна и пуста».